# Nafarroa Bai

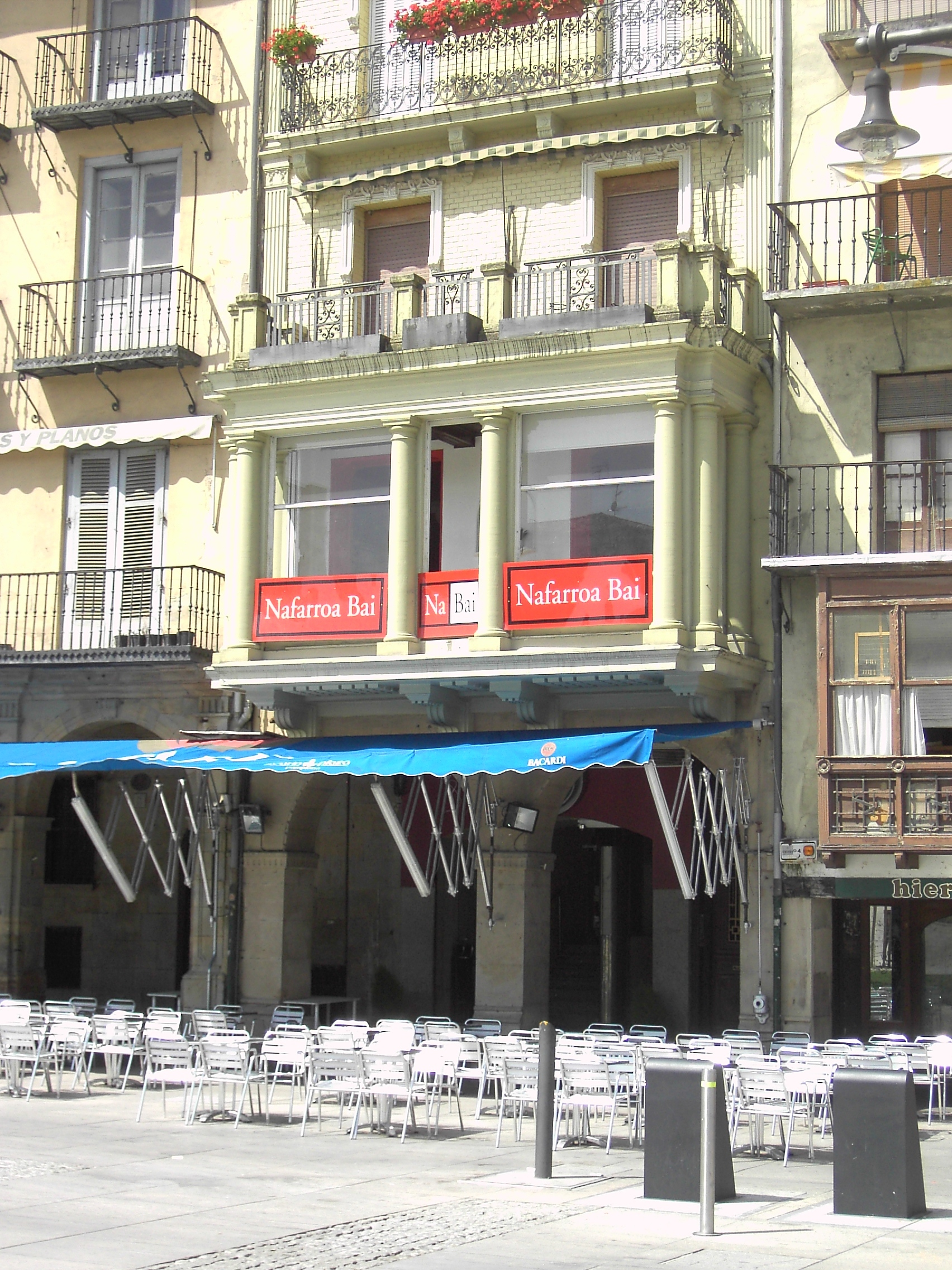
Seu de Nafarroa Bai a Pamplona

Nafarroa Bai (NaBai) ("Navarra Sí" en basc) fou una coalició de partits basquistes i progressistes (vinculats majoritàriament al nacionalisme basc) formada per Aralar, Batzarre, Eusko Alkartasuna i el Partit Nacionalista Basc que tenia com a àmbit d'acció la Comunitat Foral de Navarra. També en formaven part un grup notable d'independents lligats a l'esquerra i al progressisme de Navarra.

## Creació i objectius
Formada amb la intenció de recollir tot el vot abertzale, progressista i esquerrà a Navarra, 
Volia fer un canvi polític en les institucions navarreses, governades per UPN.
Els objectius bàsics de Nafarroa Bai en són, per aquest ordre:
- La pau
- La revisió de l'estatut actual de Navarra i el garantir el dret a integrar-se al País Basc, i a decidir-ne les seues relacions amb Euskal Herria i Espanya, és a dir, l'autodeterminació.
- Defendre a les Corts espanyoles els drets, interessos i punts de vista Navarra progressista i basquista

## Resultats electorals
Nafarroa Bai va abastar representació al Congrés dels Diputats a les eleccions generals de 2004, més concretament, un escó corresponent a Uxue Barkos gràcies als 61.045 vots (17,98% dels vots vàlids) que va obtindre la coalició. Quatre anys més tard va treure uns resultats semblants a les eleccions al Congrés del 9 de març de 2008, amb 62.398 vots (18,39%) i la reelecció d'Uxue Barkos com a diputada.
NaBai es va presentar per primer cop a les eleccions forals el 2007 (Eleccions al Parlament de Navarra de 2007), quan va aconseguir 77.872 vots (un 23,62% dels sufragis vàlids) i 12 escons al Parlament foral, encapçalats pel cap de llista Patxi Zabaleta.
A les eleccions municipals de 2007 les candidatures de la coalició van obtindre 52.387 vots (15,76% dels vots vàlids) que es van traduir en 133 regidors a tota Navarra.

## Canvis de formació el 2011
Eusko Alkartasuna va abandonar la coalició per integrar-se en Bildu, i Batzarre també l'havia abandonat per integrar-se en Esquerra-Ezkerra.
A les eleccions al Parlament de Navarra de 2011 la coalició obtingué 49.768 vots (15,4%) i 8 parlamentaris, perdent 4 diputats respecte als resultats de NaBai el 2007, però sumant un respecte als resultats de les formacions integrants el 2011 respecte a les de 2007. A l'Ajuntament de Pamplona NaBai 2011 va obtenir 21.715 vots (22,58%) i un total de 7 regidors, que sumats als 3 de Bildu ia 1 d'Esquerra-Ezkerra no van ser suficients investir Uxue Barkos alcaldessa, sent nomenat alcalde Enrique Maya amb els 11 regidors del seu partit i els 2 del Partit Popular, mentre que el PSN es va abstenir.
Després l'avançament electoral de 2011 Nafarroa Bai va anunciar que hi concorreria, i Aralar va proposar als altres membres de NaBai presentar juntament amb Bildu, proposta que fou rebutjada pel PNB i els independents.
Per impulsar la continuïtat de Nafarroa Bai després de l'abandonament d'EA i de Batzarre, i davant l'acord d'Aralar per concórrer al costat de Bildu en la coalició Amaiur. L'1 de setembre de 2011 es va crear l'associació Zabaltzen a partir dels independents de Nafarroa Bai des de la seva fundació, i el 19 de setembre es va anunciar la incorporació del partit de Villava Atarrabia Taldea, que ja ha havia concorregut en altres cites electorals en coalició amb Nafarroa Bai, per poder seguir constituint-se com coalició d'acord amb la legislació electoral, i també es va fer públic que la seva cap de llista tornaria a ser Uxue Barkos, però Aralar, propietària legal de la marca Nafarroa Bai, va impedir als altres integrants seguir usant-la, de manera que en les eleccions generals es presentaran amb el nom de Geroa Bai, diferenciant-se així de la coalició Nafarroa Bai present en les corporacions municipals i al Parlament de Navarra.